# Jungfernstieg

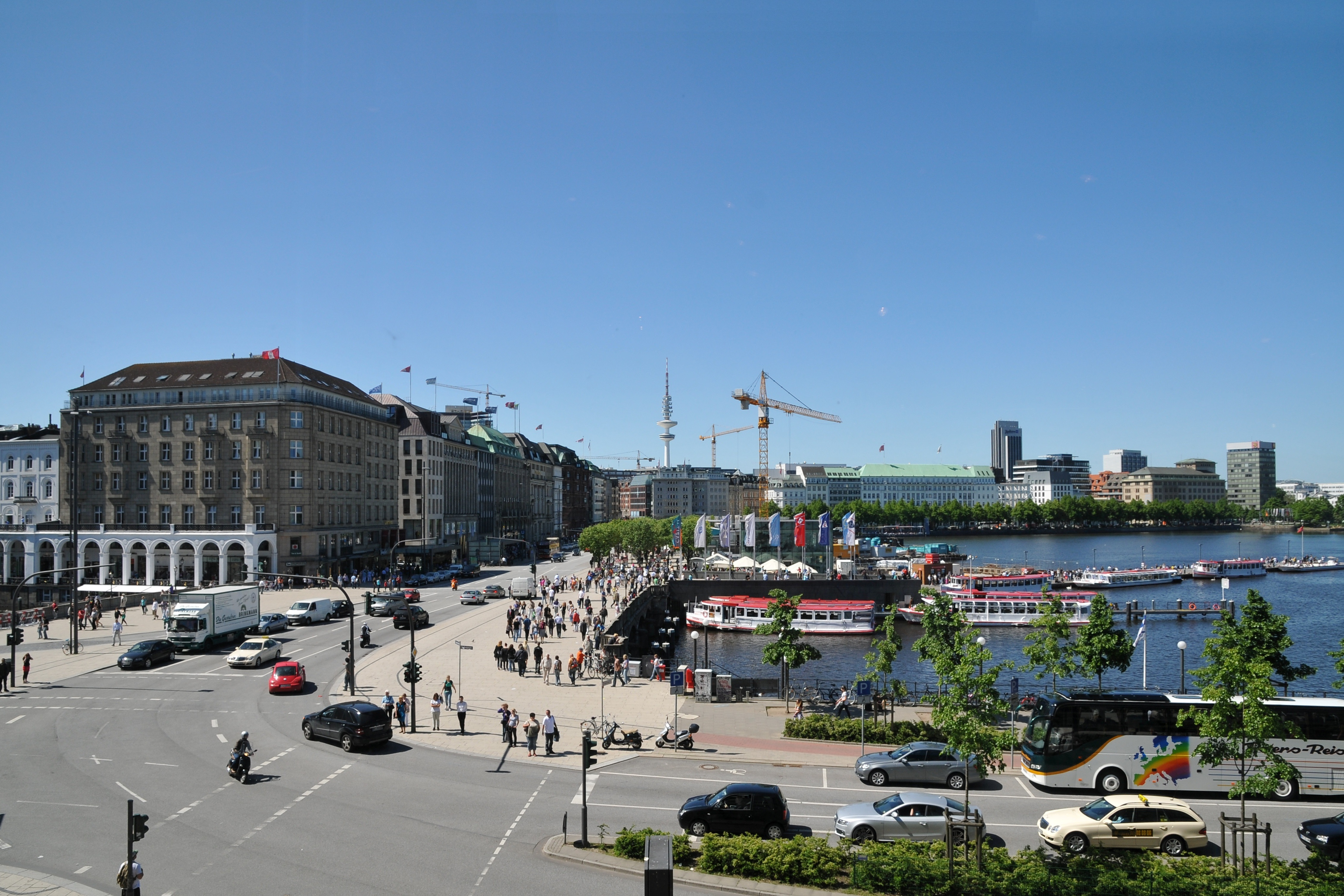
Jungfernstieg

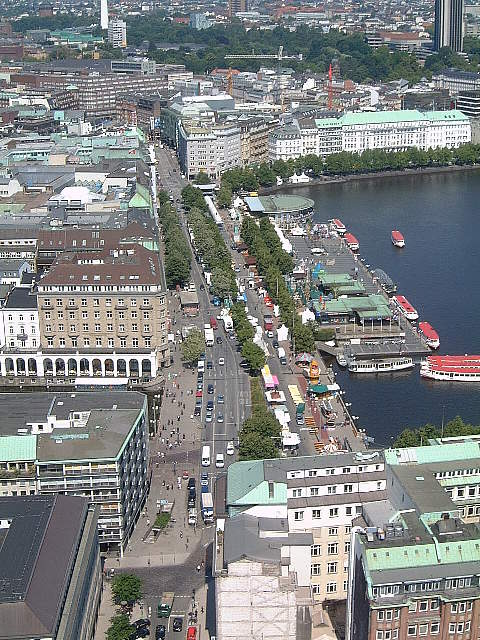
Jungfernstieg

Jungfernstieg är en känd affärsgata vid Binnenalsters södra strand i Hamburgs innerstad. Den går från Reesendammbrücke till Gänsemarkt och var den första gatan som asfalterades i Tyskland (1838). Vid Jungfernstieg hittar man kända modeaffärer och juvelerare och det traditionsrika varuhuset Alsterhaus. Under gatan finns Jungfernstieg station, en knutpunkt för tunnelbana och pendeltåg. Gatan ligger i stadsdelen Neustadt.

## Bildgalleri

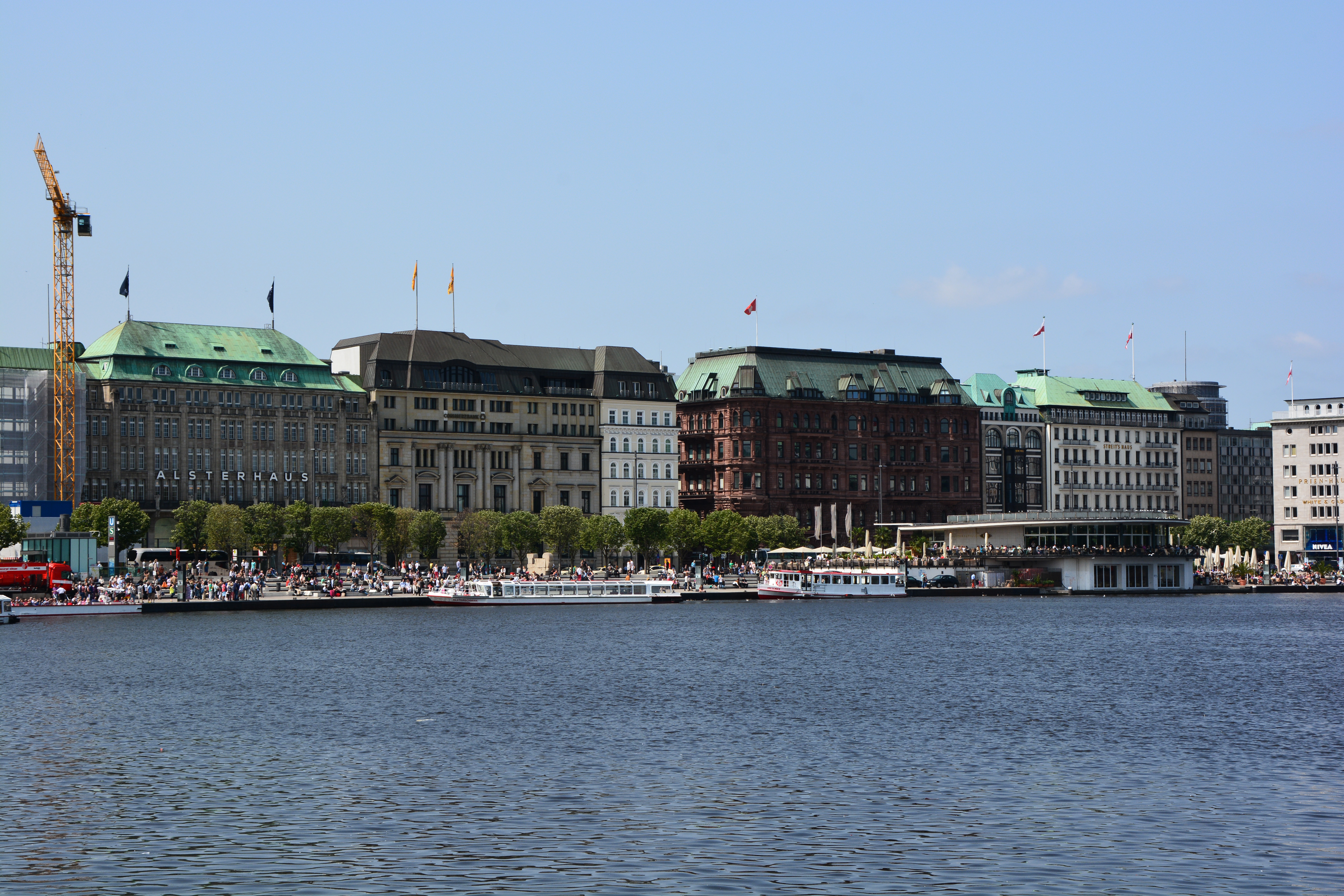
Jungfernstieg
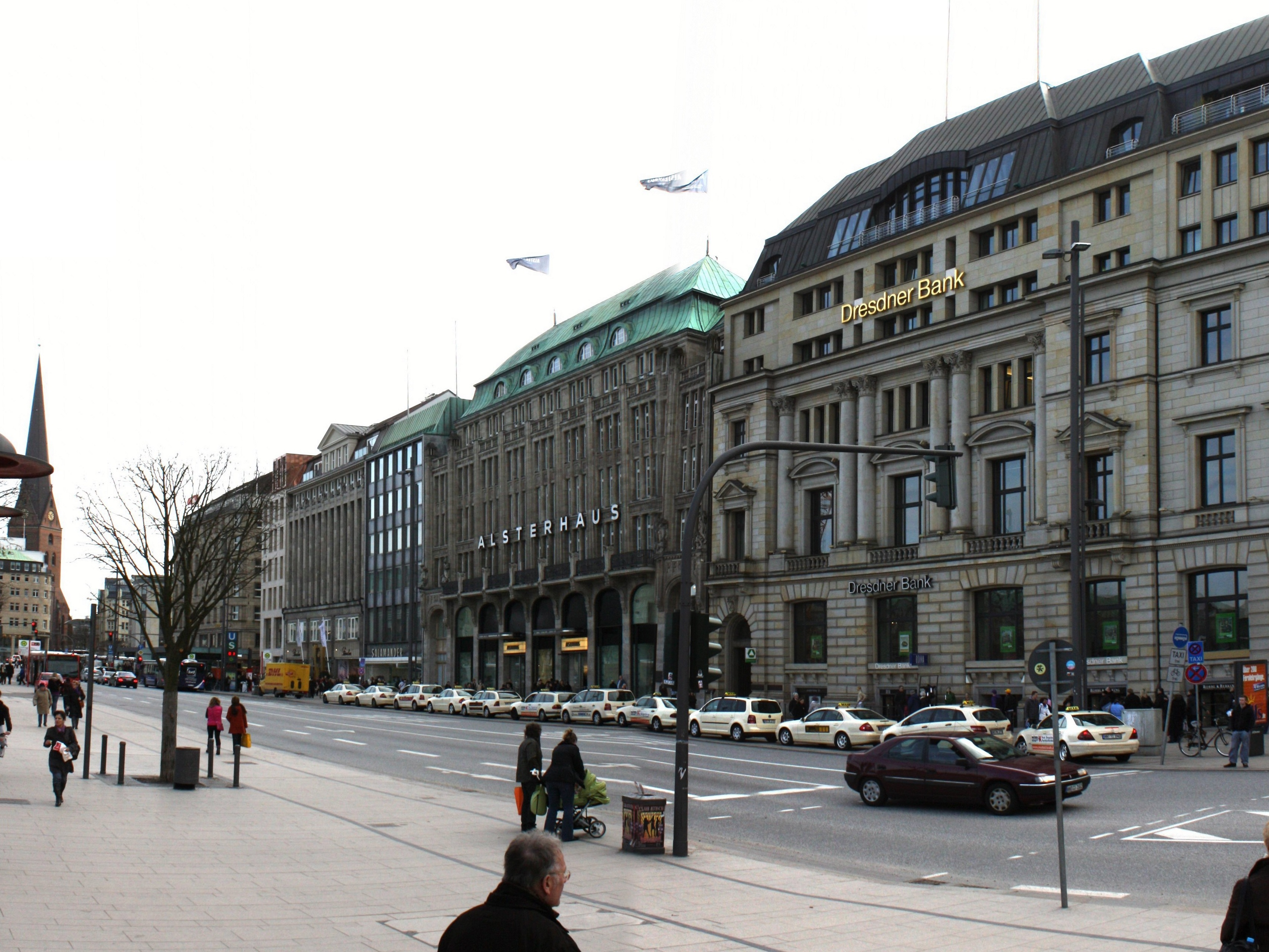
Jungfernstieg
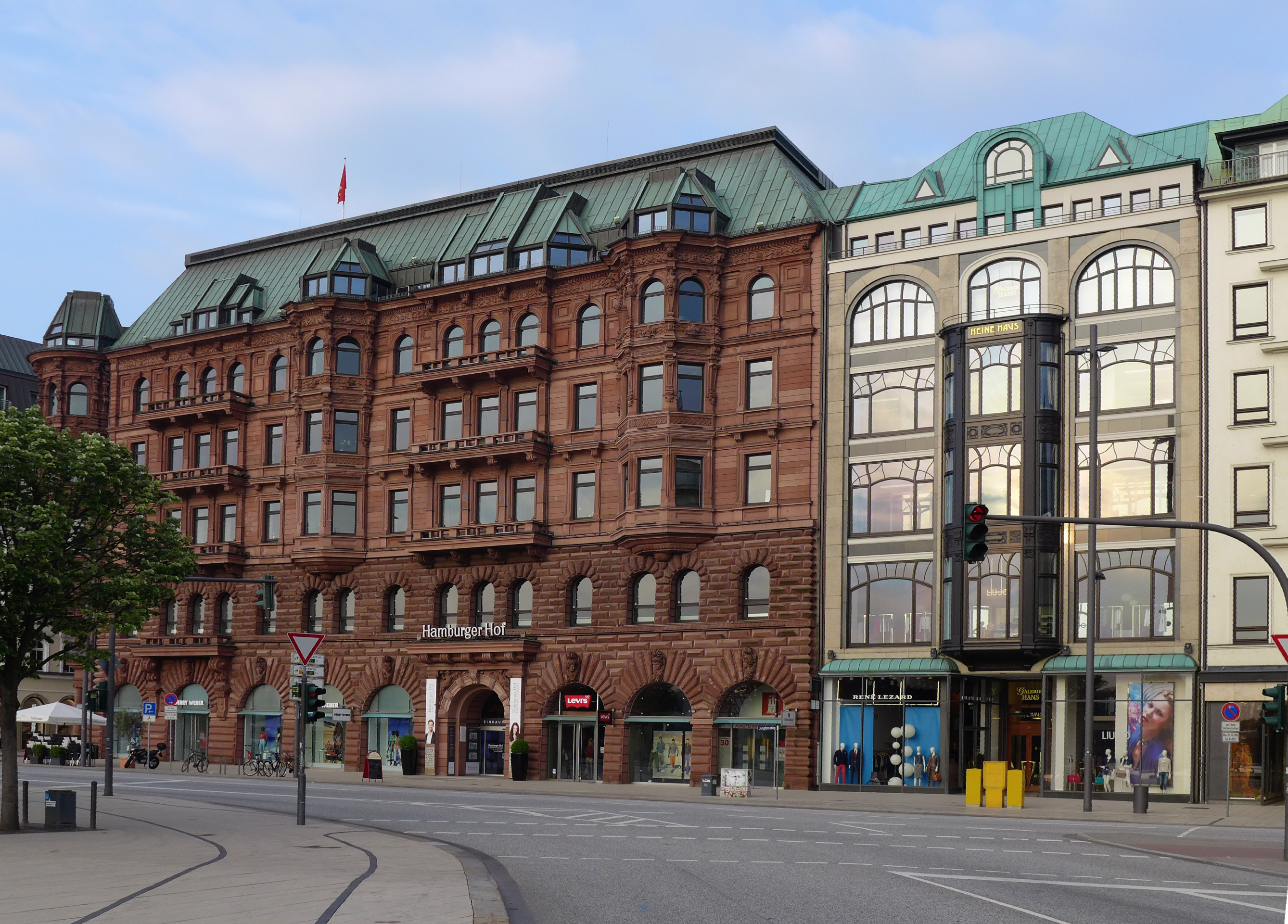
Hamburger Hof
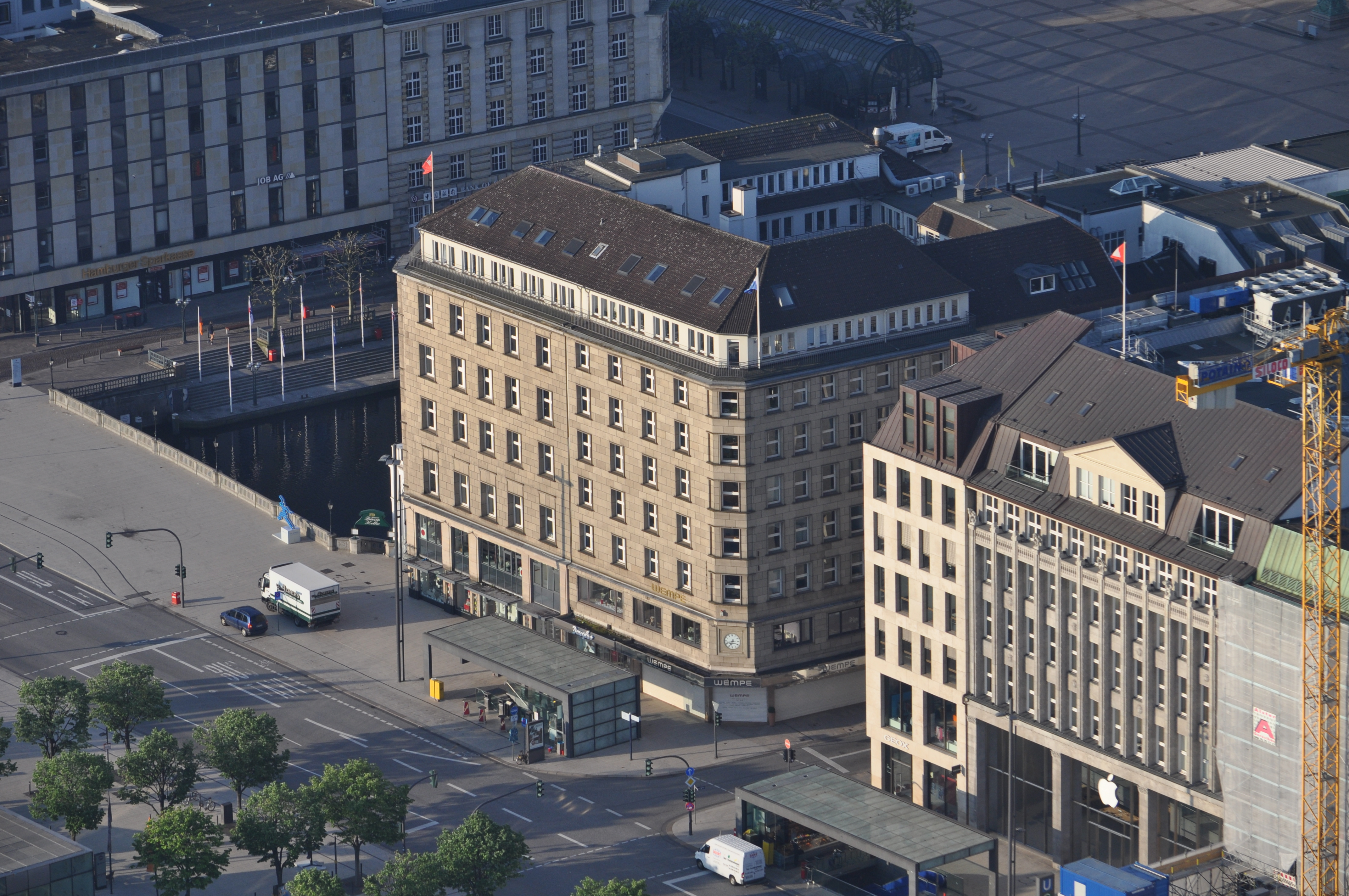
Varuhuset Alsterhaus
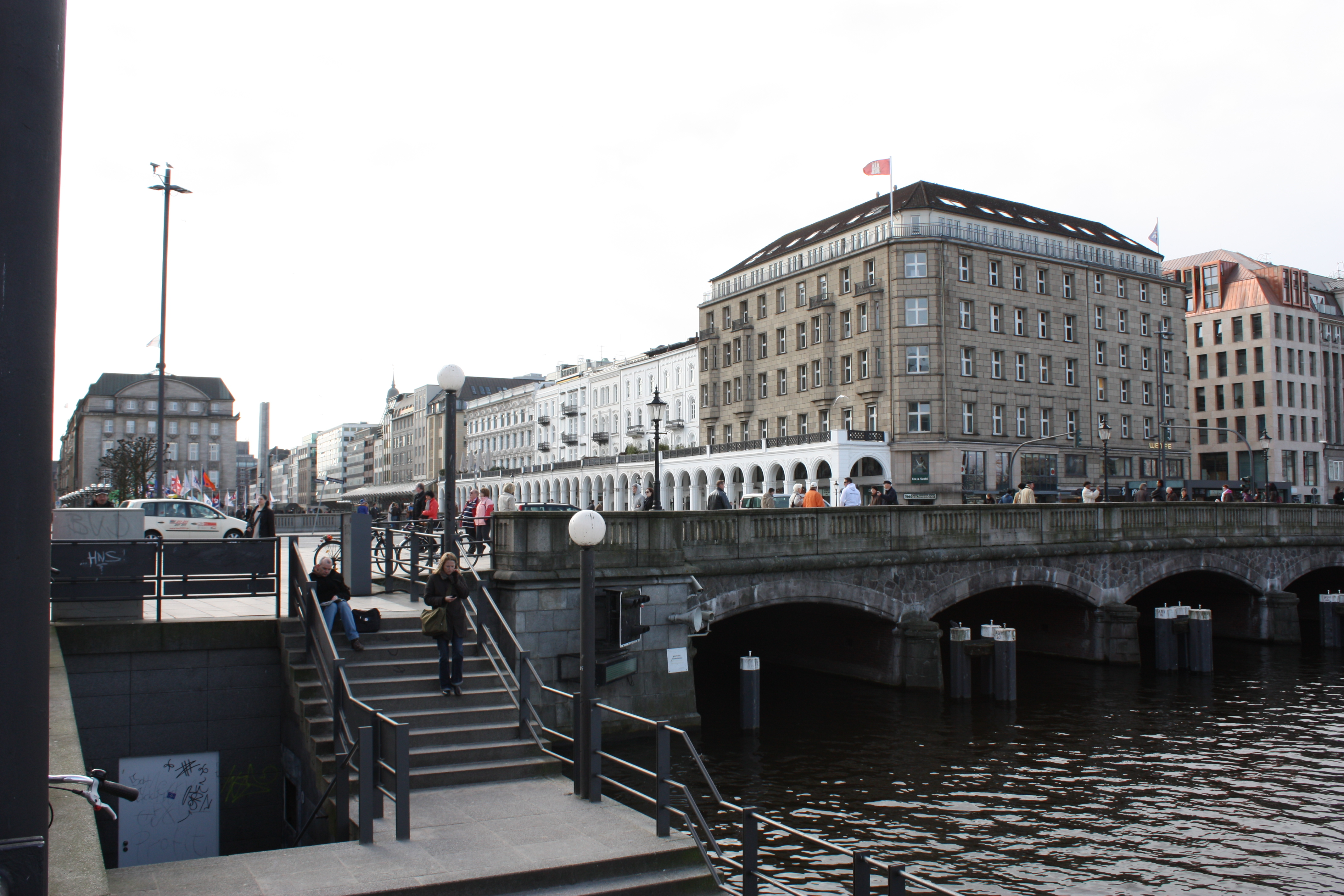
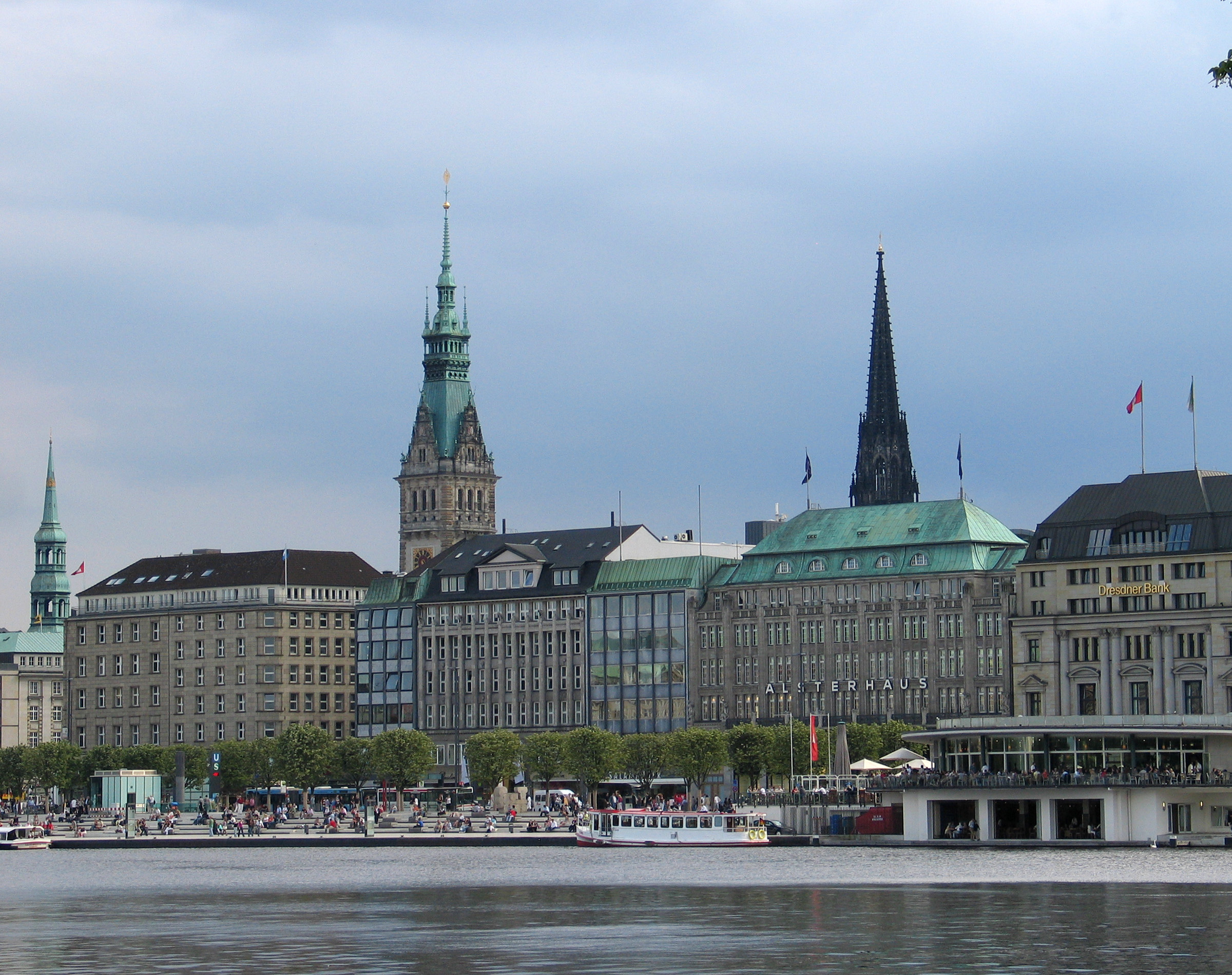
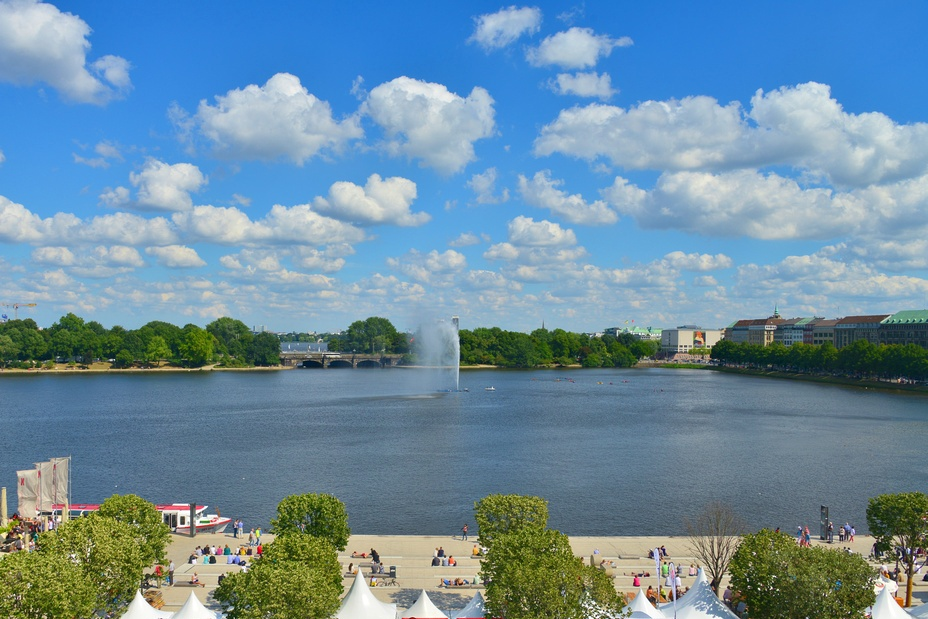
Sjön Binnenalster med fontän
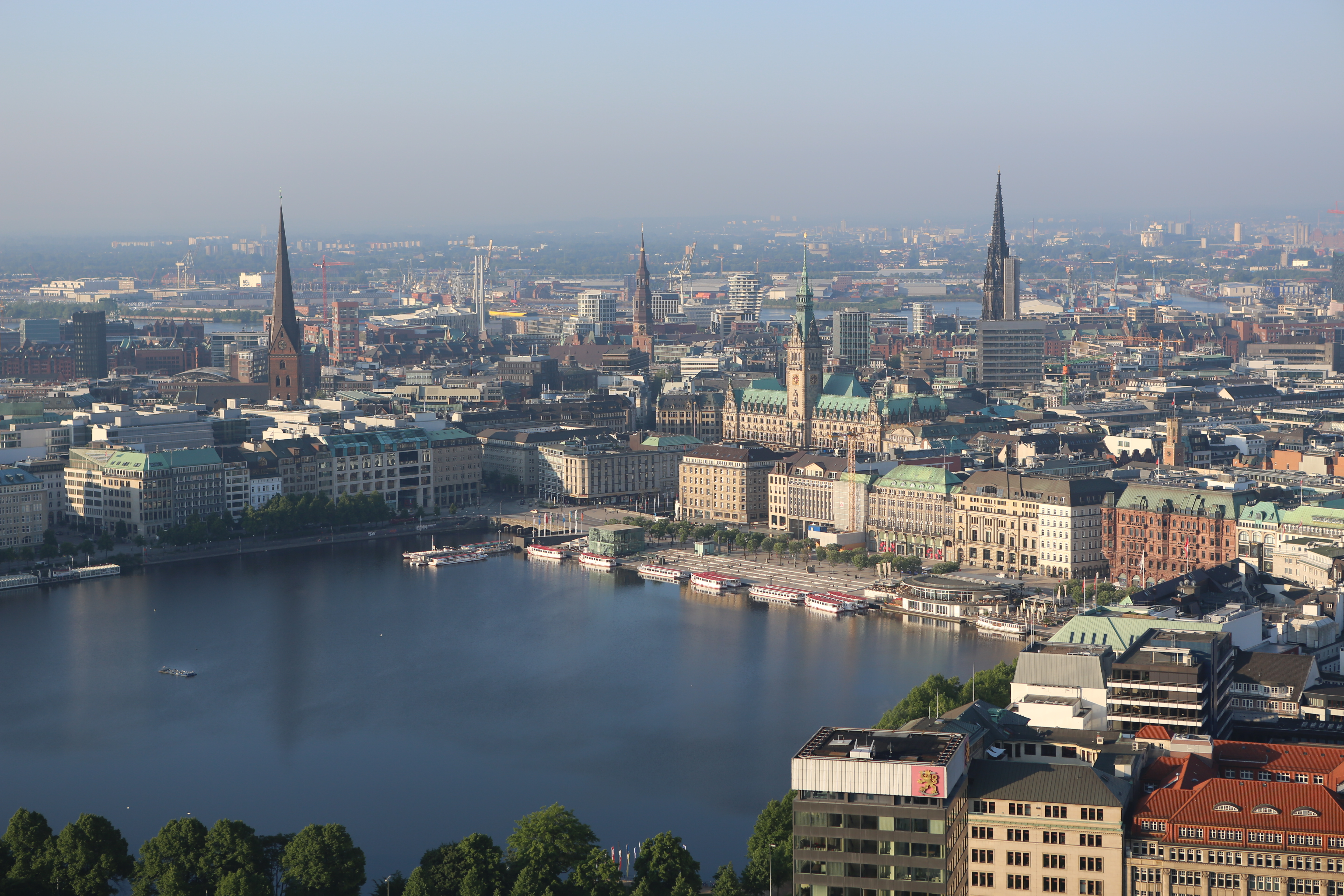